# Électroaimant supraconducteur

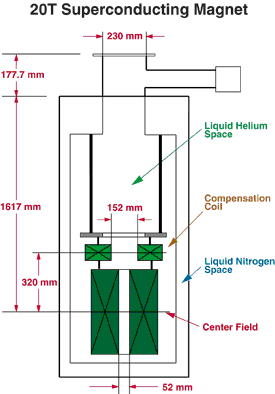
Schéma d'un électroaimant supraconducteur de 20 tesla à enroulement vertical

Un aimant supraconducteur est un électroaimant fabriqué à partir de bobines de fil supraconducteur (en). Ils doivent être refroidis à des températures cryogéniques pendant le fonctionnement. Dans son état supraconducteur, le fil n’a pas de résistance électrique et peut donc conduire des courants électriques beaucoup plus importants que le fil ordinaire (en cuivre ou en argent), créant ainsi des champs magnétiques intenses. Les aimants supraconducteurs peuvent produire des champs magnétiques plus puissants que tous les électroaimants non supraconducteurs, à l’exception des plus puissants, et les grands aimants supraconducteurs peuvent être moins chers à exploiter car aucune énergie n’est dissipée sous forme de chaleur dans les enroulements. Ils sont utilisés dans les instruments d’IRM dans les hôpitaux et dans les équipements scientifiques tels que les spectromètres RMN, les spectromètres de masse, les réacteurs à fusion et les accélérateurs de particules. Ils sont également utilisés pour la lévitation, le guidage et la propulsion dans un système ferroviaire à lévitation magnétique (SCMaglev) en cours de construction au Japon.

## Construction

### Refroidissement
Pendant le fonctionnement, les enroulements de l’aimant doivent être refroidis en dessous de leur température critique, température à laquelle le matériau de l’enroulement passe de l’état résistif normal et devient un supraconducteur, qui se situe dans la plage cryogénique bien en dessous de la température ambiante. Les enroulements sont généralement refroidis à des températures nettement inférieures à leur température critique, car plus la température est basse, mieux les enroulements supraconducteurs fonctionnent - plus les courants et les champs magnétiques qu’ils peuvent supporter sans revenir à leur état non supraconducteur. Deux types de systèmes de refroidissement sont couramment utilisés pour maintenir les enroulements magnétiques à des températures suffisamment basses pour maintenir la supraconductivité.

#### Refroidissement par liquide
L’hélium liquide est utilisé comme liquide de refroidissement pour de nombreux enroulements supraconducteurs. Il a un point d’ébullition de 4,2 K, bien en dessous de la température critique de la plupart des matériaux d’enroulement. L’aimant et le liquide de refroidissement sont contenus dans un récipient isolé thermiquement (dewar) appelé cryostat. Pour empêcher l’hélium de bouillir, le cryostat est généralement construit avec une gaine extérieure contenant de l’azote liquide (nettement moins cher) à 77 K. Alternativement, un bouclier thermique en matériau conducteur et maintenu dans une plage de température de 40 K à 60 K, refroidi par des connexions conductrices à la tête froide du refroidisseur cryogénique, est placé autour du récipient rempli d’hélium pour maintenir l’apport de chaleur à ce dernier à un niveau acceptable. L’un des objectifs de la recherche de supraconducteurs à haute température est de construire des aimants qui peuvent être refroidis uniquement par de l’azote liquide. À des températures supérieures à environ 20 K, le refroidissement peut être réalisé sans faire bouillir les liquides cryogéniques.

#### Refroidissement mécanique
En raison de l’augmentation des coûts et de la diminution de la disponibilité de l’hélium, de nombreux systèmes supraconducteurs sont refroidis en circuit fermé à l’aide d’une réfrigération mécanique à deux étages. En général, deux types de cryorefroidisseurs mécaniques sont utilisés, qui ont une puissance de refroidissement suffisante pour maintenir les aimants en dessous de leur température critique. Le refroidisseur cryogénique Gifford-McMahon est disponible dans le commerce depuis les années 1960 et a trouvé une large application,,,. Le cycle de régénération G-M dans un refroidisseur cryogénique fonctionne à l’aide d’un plongeur à piston et d’un échangeur de chaleur. Par ailleurs, 1999 a marqué la première application commerciale utilisant un refroidisseur cryogénique à tube pulsé (en). Cette conception de refroidisseur cryogénique est devenue de plus en plus courante en raison des faibles vibrations et de la durée de service élevée, car les conceptions à tube pulsé utilisent un procédé acoustique au lieu d’un déplacement mécanique. Dans un réfrigérateur à deux étages typique, le premier étage offrira une capacité de refroidissement plus élevée, mais à une température plus élevée (≈ 77 K), le deuxième étage atteignant ≈ 4,2 K et une puissance de refroidissement inférieure à 2,0 W. En fonctionnement, le premier étage est utilisé principalement pour le refroidissement auxiliaire du cryostat, le deuxième étage étant utilisé principalement pour le refroidissement de l’aimant.

### Matériaux d’enroulement des bobines
Le champ magnétique maximal pouvant être atteint dans un aimant supraconducteur est limité par le champ auquel le matériau d’enroulement cesse d’être supraconducteur, son « champ critique », Hc, qui pour les supraconducteurs de type II est son champ critique supérieur (en). Un autre facteur limitant est le « courant critique », Ic, à partir duquel le matériau de l’enroulement cesse également d’être supraconducteur. Les progrès des aimants se sont concentrés sur la création de meilleurs matériaux d’enroulement.
Les parties supraconductrices de la plupart des aimants courants sont composées de niobium-titane. Ce matériau a une température critique de 10 K et peut être supraconducteur jusqu’à environ 15 T. Les aimants plus coûteux peuvent être fabriqués en niobium-étain (Nb3Sn). Ceux-ci ont un Tc de 18 K. Lorsqu’ils fonctionnent à 4,2 K, ils sont capables de résister à une intensité de champ magnétique beaucoup plus élevée, jusqu’à 25 T à 30 T. Malheureusement, il est beaucoup plus difficile de fabriquer les filaments nécessaires à partir de ce matériau. C’est pourquoi on utilise parfois une combinaison de Nb3Sn pour les sections à haut champ et de NbTi pour les sections à faible champ. Le vanadium-gallium est un autre matériau utilisé pour les sections à haut champ.
Des supraconducteurs à haute température (par exemple BSCCO ou YBCO) peuvent être utilisés pour les sections à haut champ lorsque les champs magnétiques requis sont supérieurs à ce que Nb3Sn peut supporter. Le BSCCO, l’YBCO ou le diborure de magnésium peuvent également être utilisés pour les fils d'alimentation en courant, conduisant des courants élevés de la température ambiante vers l'aimant froid sans avoir une fuite de chaleur importante provenant des fils résistifs.

### Structure du conducteur
Les enroulements de bobine d’un aimant supraconducteur sont constitués de fils ou de bandes de supraconducteurs de type II (par exemple, le niobium-titane ou le niobium-étain). Le fil ou le ruban lui-même peut être constitué de minuscules filaments (environ 20 micromètres d’épaisseur) de supraconducteur dans une matrice de cuivre. Le cuivre est nécessaire pour ajouter de la stabilité mécanique et pour fournir un chemin à faible résistance pour les courants importants en cas d’élévation de la température au-dessus de Tc ou de surintensité au-dessus de Ic, entraînant la perte de la supraconductivité. Ces filaments doivent être aussi petits car dans ce type de supraconducteur, le courant ne circule que dans une couche superficielle dont l’épaisseur est limitée à la profondeur de pénétration de London (en) (voir Effet de peau). La bobine doit être soigneusement conçue pour résister (ou contrer) la pression magnétique et les forces de Lorentz qui pourraient autrement provoquer la rupture du fil ou l’écrasement de l’isolant entre les spires adjacentes.